# Carlo Clemente
Carlo Clemente (Sassari, 2 aprile 1903 – Milano, 18 maggio 1944) è stato un giavellottista italiano.

## Biografia
Nato nel 1903 a Sassari, figlio di una famiglia di mobilieri, nel 1923 fu medaglia d'oro nel lancio del giavellotto ai Campionati internazionali universitari di Parigi, precursori dell'Universiade, con la misura di 53.80 m.
A 21 anni partecipò ai Giochi olimpici di Parigi 1924, nel lancio del giavellotto, terminando 7º nel suo turno di qualificazione, con 52.75 m, 14ª misura totale, che non gli bastò per qualificarsi alla finale a 6.
Per 4 anni consecutivi, dal 1921 al 1924, fu campione italiano di lancio del giavellotto, con le misure di 51.96 m, 55.70 m, 53.39 m e 55.50 m.
Morì nel 1944, a 41 anni.

## Palmarès
| Anno | Manifestazione  | Sede   | Evento                 | Risultato      | Prestazione | Note |
| ---- | --------------- | ------ | ---------------------- | -------------- | ----------- | ---- |
| 1924 | Giochi olimpici | Parigi | Lancio del giavellotto | Qualificazioni | 52,75 m     |      |

## Campionati nazionali
- 4 volte campione nazionale nel lancio del giavellotto (1921, 1922, 1923, 1924)

1921
- Oro ai Campionati nazionali italiani, lancio del giavellotto - 51,96 m

1922
- Oro ai Campionati nazionali italiani, lancio del giavellotto - 55,70 m

1923
- Oro ai Campionati nazionali italiani, lancio del giavellotto - 53,39 m

1924
- Oro ai Campionati nazionali italiani, lancio del giavellotto - 55,50 m